# Niedersächsische Lotto-Sport-Stiftung

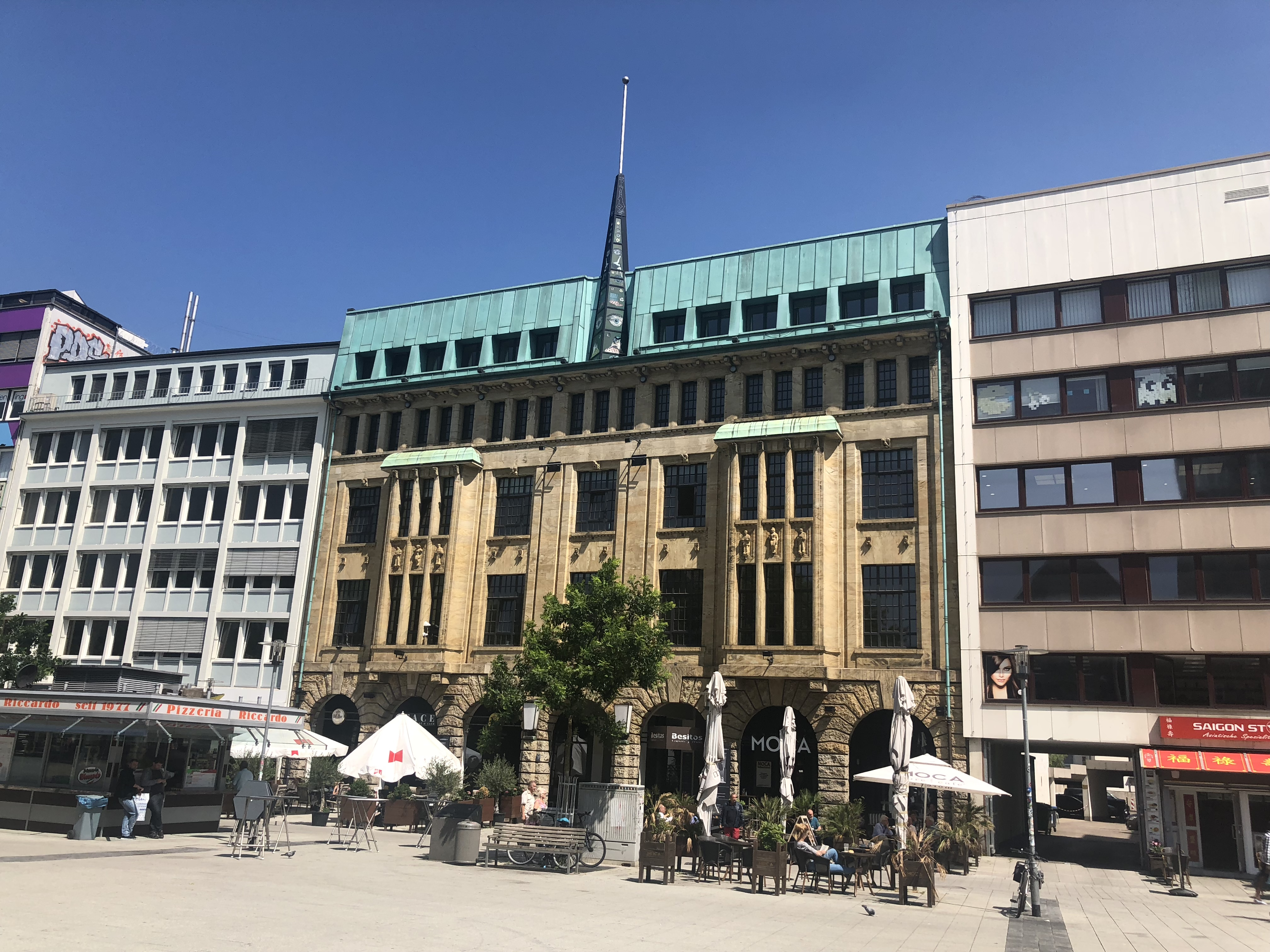
Die Geschäftsstelle befindet sich im Tiedthof Hannover.

Die Niedersächsische Lotto-Sport-Stiftung in Hannover ist eine Stiftung des Landes Niedersachsen mit dem Ziel der landesweiten Unterstützung des Sports, der Integration von Migranten und Menschen mit Migrationshintergrund und mildtätiger Zwecke.

## Geschichte
1993 gründete das Land Niedersachsen die Niedersächsische Lottostiftung als Stiftung bürgerlichen Rechts. Im selben Jahr fusionierte das Land die beiden Gesellschaften „Niedersächsische Fußball-Toto Gesellschaft“ und die „Niedersächsische Zahlenlotto GmbH“ zur Toto-Lotto Niedersachsen GmbH. So sollten einerseits die Konzessionsabgaben des neu geschaffenen Glücksspielanbieters sowie andererseits die Gelderträge aus dem Kapital der Stiftung gemeinnützigen Zwecken dienen. Die Aufgabenstellung war anfänglich die Förderung von Projekten in den Bereichen Kunst und Kultur, Jugendarbeit, Sport, Soziales, Natur- und Umweltschutz sowie Entwicklungszusammenarbeit. Hierfür konnte die Niedersächsische Lottostiftung 1994 ihre Arbeit aufnehmen.
Als eigene Projekte eröffnete die Stiftung beispielsweise 2001 die „Galerie vom Zufall und vom Glück“ in der ebenfalls in Hannover angesiedelten Städtischen Galerie KUBUS, in der Ausstellungen von in Niedersachsen lebender und arbeitender Künstler gezeigt wurden.
Am 17. Dezember 2008 beschlossen der Verwaltungsrat der Niedersächsischen Lottostiftung und das Kuratorium der Niedersächsischen Sportstiftung eine Zusammenlegung der beiden Stiftungen zu der Niedersächsischen Lotto-Sport-Stiftung. Diese Änderung wurde am 20. Januar 2009 durch den Niedersächsischen Landtag genehmigt. In derselben Sitzung des Niedersächsische Landtags wurde die Stiftungserrichtung als rechtsfähig anerkannt.
Um weiterhin die ehemaligen Förderbereiche der anfänglichen Niedersächsischen Lottostiftung zu unterstützen, wurden etwa zeitgleich die bisherigen Zuwendungen für die Bereiche Kunst und Kultur auf die Stiftung Niedersachsen übertragen. Zugleich wurden die bisherige Bingo-Umweltlotterie sowie die Niedersächsische Umweltstiftung zur Niedersächsischen Bingo-Umweltstiftung verschmolzen.
2015 gründete die Niedersächsische Lotto-Sport-Stiftung gemeinsam mit 32 weiteren Stiftungen die landesweite Initiative „Stiftungen helfen“, die das ehrenamtliche Engagement in der Geflüchtetenarbeit förderte. Das Projekt ist mittlerweile beendet.
Im Sommer 2018 bezog die Stiftung ihre neuen Geschäftsräume in der Goseriede 4, Tiedthof in Hannovers Steintorgegend.

## Organisation
Die Organe der Stiftung sind der Stiftungsrat und der Vorstand.
Die Geschäftsstelle der Niedersächsischen Lotto-Sport-Stiftung besteht aktuell aus 13 Mitarbeitern.

## Theaterpreis
Zu den Tätigkeiten gehörte auch der mit 20000 Euro dotierte „jährlich niedersachsenweit ausgeschriebene Preis für freie Theaterproduktionen“.

## Schriften
- Klaus Stadtmüller (Hrsg.), Niedersächsische Lottostiftung (Mithrsg.): Schwitters in Norwegen. Arbeiten, Dokumente, Ansichten, Sammlung von in Norwegen geschriebener Aufsätzen von Kurt Schwitters, Hannover: Postskriptum, 1997, ISBN 3-922382-73-8; Inhaltsverzeichnis im Katalog der Deutschen Nationalbibliothek
- Ingo Keimer, Niedersächsische Lottostiftung (Hrsg.): BauArt. Künstlerische Gestaltung staatlicher Bauten in Niedersachsen, Hannover: Schäfer, 1999, ISBN 3-88746-408-7
- Ludwig Zerull (Text), Niedersächsische Lottostiftung (Hrsg.): Vom Zufall und vom Glück. Eine Ausstellung der Niedersächsischen Lottostiftung vom 21. Oktober bis 18. November 2001 im Kubus Hannover und der „Galerie vom Zufall und vom Glück“, Ausstellungskatalog, [o. O., Hannover]: Niedersächsische Lottostiftung, 2001, ISBN 3-00-008689-7